# Белгијски устанак
Белгијски устанак је устанак белгијских провинција против аустријске власти за време цара Јозефа II. За време устанка, накратко су формиране Сједињене белгијске државе. Устанак је угушен

## Повод
Раштатским уговором од 7. марта 1714. године којим је шпанска Низоземска припала Аустрији предвиђено је да ће она поштовати све обичаје и привилегије припојене земље. Али, цар Јозеф II у оквиру напора да из својих хетерогених поседа створи централистичку државу покушао је да и ту покрајину тешње повеже са хабзбуршком државом. То је изазвало жесток отпор становника.
У септембру 1787. године дошло је у Бриселу и у другим градовима до немира који су крваво сузбијени. Под Јаном Мерсхом у Бреди је почела припрема општег устанка.

## Устанак
На вест о освајању Бастиље (14. јул 1789.) дигао се народ Лијешке Кнежевине против свог владара, лијешког бискупа, и приморао га да побегне из земље. Мерсх је 24. јула 1789. године са 3000 људи упао у аустријско подручје, одбио код Тирнаута аустријске трупе, али се касније пред јачим аустријским снагама морао повући у Холандију. Напади на аустријске гарнизоне убрзо су настављени. Аустријанци су евакуисани у Фландрију и концентрисали своју слабу војску око Брисела. Када је 12. децембра 1789. године букнуо устанак и у овом граду морали су се повући у Луксембург. На Конгресу 2. јануара 1790. године проглашене су независне Сједињене белгијске државе. Међутим, уврзо је дошло до неслагања међу устаницима. То је ослабило ослободилачки покрет. У таквој ситуацији, новембра 1790. године аустријски фелдмаршал Бендер кренуо је са 33 000 људи из Луксембурга и 7. децембра ушао, не наишавши на отпор, у Брисел. До краја 1790. године аустријска власт поново је успостављена у свим белгијским провинцијама.